# 台糖售地案
台糖售地案，又稱台糖土地案，於2006年爆發。檢方指控，吳乃仁擔任台糖公司董事長時，在洪奇昌居中仲介下，低價出售土地給春龍公司。最高法院判決吳乃仁、洪奇昌背信罪成立，民進黨及許多人士指控此案是冤案。
經高等法院再審，判決 （页面存档备份，存于）洪奇昌無罪，但吳乃仁仍依背信罪判刑9個月。

## 經過
1999年，春龍公司與台糖公司簽定租地協議書，準備租用台糖土地。
2002年4月，吳乃仁擔任台糖公司董事長。
2003年5月，春龍公司租地契約到達，向台糖表達購地意願。春龍公司長期贊助立委洪奇昌，洪奇昌與春龍公司董事長潘忠豪至台糖公司拜會，關心春龍公司購地情形。台糖提供了土地公告現值、政府徵收價格資料供春龍公司參考。10月，吳乃仁核定月眉廠的土地出售價格，報經濟部同意備查。12月，吳乃仁卸下董事長職務，離開台糖。
2004年4月，因超過六個月未出售，台糖公司進行土地重新鑑價。8月24日，土地公開標售，新任總經理魏巍以先前吳乃仁核定的價格，將土地出售給春龍公司。
2006年，台糖資產管理處處長邱有進上任，春龍公司贈送一只市價20多萬元的勞力士金錶給他。邱有進報政風單位，並退還手錶，檢調單位介入調查春龍公司與台糖間的往來。
台中地檢署偵查後，認為吳乃仁與洪奇昌有長期友誼，在洪奇昌拜訪後，吳乃仁推翻公司內部只租不售的政策，決定將土地出售。檢方指控吳乃仁於2003年10月核定的地價，低於市場行情，造成台糖公司損失新台幣2.5億多元。兩人涉嫌聯手圖利春龍公司，以貪污、背信等罪，起訴吳乃仁、洪奇昌、春龍公司負責人與台糖承辦人員。

## 判決
2012年2月29日，台中地方法院一審法官，審判長許旭聖，法官朱光國、廖穗蓁，依背信罪判吳乃仁3年10個月、洪奇昌2年4個月，春龍公司負責人潘忠豪4年2月、台糖前資產處長劉柏誠3年2月、月眉廠副廠長呂鈺玫2年8月，收受賄款140萬元的前台中縣政府建設處長賴英錫被依貪汙罪判刑8年2月。
2013年，高等法院駁回兩人上訴、判決定讞。4月9日，洪奇昌提出新事證，台糖自2011年後，曾出售多筆土地，證明檢方所指控，台糖有「只租不售」政策，並非事實，聲請法院再審。5月22日，台中高分院合議庭裁決，核准再審，原判決失效。
2014年3月26日，再審判決，洪奇昌無罪，吳乃仁判刑9個月。吳乃仁5月28日進入宜蘭監獄服刑，期間提出再審聲請被駁回 （页面存档备份，存于）。
2014年8月16日臺灣高等法院臺中分院民事判決吳乃仁及春龍公司不須賠償台糖公司。高等法院綜合雙方說詞及調查認為，爭議土地沒有「只租不賣」之限制、該土地轉租為售確實有正當經營決策考量、該土地公開標售於董事會討論無隱匿報價之重大訊息情事、該土地估價及核定底價均難認有低估之情事。

## 質疑
在高等法院判決 （页面存档备份，存于）後，民進黨多位成員，包括林濁水、段宜康、賴清德等人，召開記者會，對判決表示不滿。

### 時間問題
吳乃仁認為，土地價格由台糖公司各級承辦人員擬定，他基於權責核定。且在他核定土地底價後，並未立即出售。他12月卸下職務，台糖公司人員因為超過6個月並未出售，曾再度鑑價，之後才於8月公開標售。完成出售時，距離他離職已超過八個月，出售決定非由他做出，其後主事者有充裕的時間可以停標或廢標，控告他並無根據。
洪奇昌主張，台糖於4月8日決定標售，他於5月7日拜訪台糖公司，進行選民服務，在時間上並不能推定洪奇昌影響了標售案。
林濁水提出，吳乃仁核定的公文已經因逾期而作廢，延長核定地價的公文由下任總經理魏巍簽定，但是法院並沒有傳喚魏巍，來釐定責任。他指控司法不公，有政治力量涉入。

### 判刑是否合理問題
洪奇昌認為他只是單純進行選民服務，他與台糖公司之間並沒有委任關係，因此不符合背信罪要件。法官判刑，違反最高法院的對向犯理論。

### 法官心證問題
法官認為，台糖對土地一向有祇租不售的政策，吳乃仁核定出售並不合理。被告律師曾提出證據，說明台糖公司曾多次出售土地，這個證據未被法官採納，法官也未曾對台糖公司進行主動調查。
法官在判決書中認為，此交易案的出售價格低於市價。林濁水等人質疑，當時週邊土地並未有人出售，難以證明低於市價。法院也未邀請土地鑑價師來評估土地市價，認為法官心證缺少合理依據。

## 相關軼事
2014年5月，臺南市市長賴清德曾力挺台糖售地案中前民進黨秘書長吳乃仁和前立法委員洪奇昌是清白的，謝龍介當時向賴清德打賭，「若兩人都有罪，賴辭職；若兩人都無罪，我自己辭」。而後謝表示「如今判決已出爐，吳乃仁有罪，洪奇昌無罪，如此算兩人皆輸」為由辭職，希望賴清德也辭去市長一職，賴清德反嗆「你要辭就自己辭嘛！」